# Blackburn Rovers
Die Blackburn Rovers (offiziell: Blackburn Rovers Football Club) – auch bekannt als The Rovers – sind ein Fußballverein aus der Stadt Blackburn, Lancashire, England. Zurzeit spielt die Mannschaft in der EFL Championship. Der Klub wurde 1875 gegründet und war 1888 eines der Gründungsmitglieder der englischen Football League. 1890 bezogen die Rovers ihr Heimatstadion Ewood Park. Vor der Gründung der Premier League im Jahre 1992 wurden die größten Erfolge der Rovers in den Jahren vor 1930 errungen, als die Rovers mehrmals die englische Meisterschaft und den FA Cup gewannen.
Ein Jahr nachdem der Stahlmagnat Jack Walker den Club erworben und Kenny Dalglish als Trainer engagiert hatte, stieg der Verein 1992 in die neue Premier League auf und binnen dreier Jahre entwickelte sich aufgrund zahlreicher Millioneninvestitionen – darunter Alan Shearer und Chris Sutton – ein Team, das in der Saison 1994/95 den englischen Meistertitel gewann. Danach setzte jedoch ein schneller Verfall der Erfolgsmannschaft ein, der im Abstieg des Jahres 1999 seinen Tiefpunkt fand. Kurz nach dem Tod von Walker kehrten die Rovers zwei weitere Jahre später in die englische Eliteliga zurück. Seitdem gelangen dem Klub vier Qualifikationen für den UEFA-Pokal – einmal als Ligapokalgewinner, in zwei Fällen über den sechsten Platz in der Meisterschaft und im Jahr 2007 über den UEFA Intertoto Cup. Im November 2010 wurde der Verein von Venky’s London Limited, einer Tochtergesellschaft der im indischen Pune ansässigen Firma Venkateshwara Hatcheries Private Limited, übernommen.
Das lateinische Motto des Vereins „Arte et labore“, das bereits vor der Vereinsgründung vom heimischen Stadtrat benutzt worden war, bedeutet „Durch Kunst und Arbeit“ und richtet sich an das Zusammenwirken von Sport und Erwerbstätigkeit. Sinngemäß wird der Leitspruch in diesem Fall üblicherweise mit dem Verweis auf die gleichsam bedeutsamen Werte der „Fähigkeiten“ und „harter Arbeit“ übersetzt.

## Geschichte

### Die Frühgeschichte des Vereins
Die Idee, mit den Blackburn Rovers einen Fußballverein ins Leben zu rufen, ist auf John Lewis und Arthur Constantine zurückzuführen. Lewis und Constantine waren die treibenden Kräfte der Geburtsstunde im November 1875 während eines Zusammenkommens von 17 Personen im heimischen „Leger Hotel“. Walter Duckworth wurde dabei zum ersten Vereinssekretär ernannt und Lewis das Amt des Schatzmeisters angetragen. Viele der Gründungsväter waren sehr vermögend und in der gesellschaftlichen Elite der Gegend verankert, wodurch dem Klub – im Gegensatz zu vielen anderen lokalen Vereinen zu diesem Zeitpunkt – sein dauerhaftes Bestehen und Aufstreben ermöglicht wurde.
Am 18. Dezember 1875 absolvierten die Blackburn Rovers in Church (Lancashire) das erste Spiel und beendeten die Partie mit einem 1:1-Remis. Obwohl die Aufstellung nicht offiziell in den Geschichtsbüchern aufgezeichnet wurde, wird allgemein die folgende Formation, die in einem 2-2-6-System antrat, als erste Mannschaft der Rovers angesehen: Thomas Greenwood (Torhüter), Jack Baldwin, Fred Birtwistle, (Abwehrspieler), Arthur Thomas, J. T. Sycelmore (defensive Mittelfeldspieler als „half-backs“), Walter Duckworth, John Lewis, Thomas Dean, Arthur Constantine, Harry Greenwood, Richard Birtwistle (Stürmer). In der Anfangszeit verfügte der Klub noch über keine eigene Spielstätte und die alleinigen Einnahmen bestanden in den Mitgliedsbeiträgen, die sich in der ersten Saison auf einen Gesamtbeitrag von 2 Pfund und 8 Schilling summierten.
Während der Saison 1876/77 kamen die Rovers zu ihrem ersten Spielfeld, nachdem sie sich in Oozehead – im Westen der Stadt – freies Ackerland angemietet hatten. Der Untergrund war nur wenig mehr als eine Wiese mit einer großen Wasserpfütze in der Mitte, die vor Spielen mit Brettern und Torf abgedeckt werden musste. Dadurch erhielt der Klub aber erstmals Zuschauereinnahmen, die in der gesamten Spielzeit 6 Schilling und 6 Pence betrugen. Zeitweise wich der Verein auf den „Pleasington Cricket Ground“ aus.
Zu einem späteren Zeitpunkt mieteten die Blackburn Rovers die „Alexandra Meadows“ an, wo normalerweise der „East Lancashire Cricket Club“ zuhause war. Die erste Partie dort fand gegen Partick Thistle statt, der damit der prestigeträchtigste Gegner war, mit dem sich die Rovers bis dahin hatten messen können. Nach zwei Toren von Richard Birtwistle behielten die Rovers dabei mit 2:1 die Oberhand.
Am 28. September 1878 bildeten die Blackburn Rovers mit 22 weiteren Fußballvereinen die „Lancashire Football Association“ (LFA). Die erste Teilnahme am FA Cup fand am 1. November 1879 statt, wo die Rovers den Tyne Association Football Club mit 5:1 besiegten. Mit einer schweren 0:6-Niederlage gegen Nottingham Forest schied die Mannschaft dann in der dritten Runde aus dem Wettbewerb aus.
Im Jahre 1880 entstand für den Verein erstmals eine etwas prekäre Lage, als der Klub – im Ersatz für unpässliche Akteure – auf Spieler zurückgriff, die nicht aus Blackburn kamen. Dies verstieß gegen die Regeln der LFA und die Situation erhielt eine weitere Schärfe im Jahr 1881, als die Rovers einen Fußballspieler vom FC Darwen verpflichteten. Der Wechsel führte zu großen Verstimmungen zwischen den beiden Vereinen und innerhalb der fußballinteressierten heimischen Bevölkerung. Der Hauptgegenstand der Vorwürfe an die Adresse der Blackburn Rovers lag dabei in einer unzulässigen „Professionalisierung“, die darin bestand, dass dem betreffenden Spieler Fergus Suter ein Angebot über „verbesserte Bedingungen“ gemacht wurde. Suter hatte aber bereits vor seinem Umzug nach Darwen in Schottland den Steinmetzberuf aufgegeben, um dort dem Fußballsport nachzugehen, wodurch die strikte Trennung zwischen Profi- und Amateursport eigentlich schon verwischt worden war. Die Begegnungen der beiden Vereine waren im weiteren Verlauf sehr brisant, was sowohl die Situation auf als auch außerhalb des Spielfelds betraf. Als die beiden Teams in der vierten Runde des „Lancashire Cups“ einander zugelost worden waren, verweigerten beide Klubführungen eine Einigung auf einen Spieltermin, worauf die LFA beide Mannschaften aus dem laufenden Wettbewerb ausschloss. Der Streit der beiden Vereine wurde erst 1885 mit der Legalisierung des Profisports offiziell beigelegt.
Während der Spielzeit 1881/82 mietete der Klub zwar weiterhin die Anlage der „Alexandra Meadows“, begann parallel aber schon damit, sich nach Alternativen umzuschauen. Als führender Verein in der Umgebung verstärkte sich zunehmend der Eindruck, dass dieser auch eine Heimstätte im eigenen Besitz benötigte. In der Leamington Street pachteten die Rovers ein neues Spielfeld und investierten 500 Pfund für eine neue Haupttribüne, die zwischen 600 und 700 Zuschauer beherbergen sollte. Um den Platz herum wurde ein Bretterzaun errichtet, um so Zuschauerausschreitungen – wie sie gegen den FC Darwen stattgefunden hatten – zu vermeiden. Eintritt zu dem Platz verschaffte zudem wurde ein reichlich ausgeschmückter Torbogen, der mit dem Namen des Vereins und des Spielfelds versehen wurde.

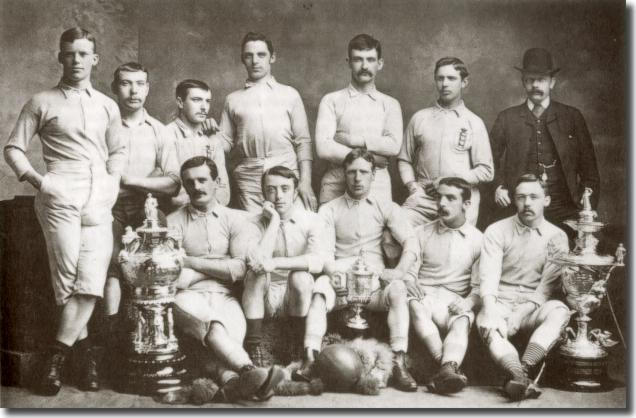
Die Pokalsiegermannschaft von 1883/84

Am 25. März 1882 zogen die Rovers erstmals bis ins Finale des FA Cups vor, standen dort – als erstes „Provinzteam“ in der englischen FA-Cup-Geschichte überhaupt – den Old Etonians gegenüber und verloren mit 0:1. In der anschließenden Spielzeit 1882/83 konnte dieser Erfolg nicht wiederholt werden und die Rovers unterlagen ausgerechnet dem FC Darwen in der zweiten Runde mit 0:1. Dazu kam, dass die ebenfalls in Blackburn beheimatete Mannschaft Blackburn Olympic als erste Provinzmannschaft den FA Cup sogar gewinnen sollte. Es dauerte aber nur ein weiteres Jahr, bis die Rovers selbst den Pokal erringen konnten. Im Finale schlug das Team im Kennington Oval den schottischen Verein FC Queen’s Park mit 2:1, wobei anzumerken ist, dass die Rovers ohne diesen Erfolg vermutlich aufgelöst und Blackburn Olympic somit zum einzig großen Verein in der Stadt geworden wäre. Auch in den anschließenden Jahren erwarteten die Rovers in den jeweiligen Finalspielen zuerst erneut den FC Queen’s Park und danach West Bromwich Albion. Beide Partien konnte das Team aus Blackburn siegreich gestalten, schlug dabei zunächst den FC Queen’s Park mit 2:0 und West Bromwich mit dem gleichen Ergebnis nach einem Wiederholungsspiel. Für die Leistung, dreimal in Folge den FA Cup gewonnen zu haben, erhielt der Verein ein speziell angefertigtes silbernes Trophäenschild und zudem das Privileg, auf den eigenen Eckfahnen das Vereinswappen zu präsentieren.
Die Saison 1885/86 war die Geburtsstunde des Profifußballers und die Blackburn Rovers investierten in der Saison insgesamt bereits 615 Pfund. Trotz dieser Entwicklung hin zum Profisport entwickelten sich die Leistungen der Rovers nach dem dreimaligen Pokalgewinn enttäuschend. Zusätzlich zu einer ungewöhnlich hohen Niederlagenanzahl schied der Klub am 4. Dezember 1886 bereits in der zweiten Runde des FA Cups aus und verlor dabei mit 0:2 gegen den schottischen Klub FC Renton. Dem folgten weitere Niederlagen in anderen Pokalwettbewerben in dieser Spielzeit.

### Die Football League und der Ewood Park
Am 2. März 1888 verschickte William McGregor, ein Ladeninhaber aus Birmingham und Ausschussmitglied von Aston Villa, einen Brief an fünf Fußballvereine, unter denen sich auch die Blackburn Rovers befanden. Dort schlug er vor, dass sich zwölf der führenden Klubs organisieren sollten, um eine Meisterschaftsrunde – mit jeweils Heim- und Auswärtsspielen der teilnehmenden Mannschaften gegeneinander – auszutragen. Mit der Einführung des Profispielertums erschien es nützlicher zu sein, das zuvor komplexe und chaotische System aus Freundschafts- und Pflichtspielen in geordnete Bahnen zu lenken. Am 22. März 1888 vertrat John Birtwistle die Blackburn Rovers bei einem Treffen im Londoner „Anderton Hotel“ mit Funktionären anderer englischer Fußballklubs. Dies sollte der Startschuss für eine Reihe von weiteren Versammlungen sein, die schließlich in die Gründung der Football League mündete – mit den Blackburn Rovers als Bestandteil dieses Zusammenschlusses. Die erste Saison schlossen die Rovers schließlich auf dem vierten Tabellenplatz ab und blieben in Heimspielen vollständig ungeschlagen.
Am 29. März 1890 zogen die Rovers erneut in ein FA-Cup-Endspiel im Kennington Oval ein und errangen die Trophäe bereits zum vierten Mal in der Vereinsgeschichte, nachdem der Gegner Sheffield Wednesday deutlich mit 6:1 bezwungen worden war. Drei der sechs Tore hatte dabei der Linksaußen William Townley beigetragen und wurde damit zum ersten Spieler, dem drei Tore in einem FA-Cup-Endspiel gelangen. Eine weitere große Veränderung fand noch im Sommer des gleichen Jahres statt, als der Klub im Ewood Park seine neue Spielstätte fand, die noch heute für die Heimspiele des Vereins genutzt wird. Der Ewood Park war bereits 1882 – nach einem Plan von vier Geschäftsleuten aus der Region – erbaut und für diverse Sportveranstaltungen genutzt worden. Die Blackburn kauften das Stadion dann 1890 auf und investierten weitere 1.000 Pfund, um den Standard weiter zu verbessern. Das erste Heimspiel der Rovers im Ewood Park endete am 13. September 1890 gegen den FC Accrington mit einem 0:0-Remis.
Der fünfte Pokalsieg folgte zum Abschluss der Saison 1890/91 und wurde durch einen 3:1-Endspielsieg gegen Notts County besiegelt. Dies sollte jedoch der vorerst letzte Erfolg sein und in der Folgezeit setzte eine sportliche Talfahrt ein. Den Klassenerhalt nach der Spielzeit 1896/97 in der First Division verdankte der Verein nur der Tatsache, dass sich die Anzahl der teilnehmenden Mannschaften erhöhte. In diesem Jahr wurde aber zudem der Anfang der Karriere von Bob Crompton markiert, der insgesamt 50 Jahre im Verein bleiben und nach seiner Zeit als Spieler dann als Trainer erneut den FA Cup gewinnen sollte.
Während des ausgehenden 19. Jahrhunderts konnten die Rovers keine großen Siege mehr verbuchen und entkamen dem Abstieg häufig nur knapp.

### Das frühe 20. Jahrhundert
Auch zu Beginn des 20. Jahrhunderts spielte der Verein zunächst nicht um die vorderen Plätze mit, konnte sich aber eine Abstiegsgefahr wieder häufiger vermeiden. Dazu wurde der Ewood Park ausgebaut, indem 1905 das „Darwen End“ für 1.680 Pfund überdacht und zudem am Neujahrstag 1907 die Tribüne „Nuttall Stand“ eröffnet wurde. Angeführt von dem Mannschaftskapitän und rechtem Verteidiger Bob Crompton konnte das Team dann im zweiten Jahrzehnt des neuen Jahrhunderts wieder ihren Ruf als Spitzenmannschaft im englischen Fußball unter Beweis stellen und gewann in den Jahren 1912 und 1914 die englische Meisterschaft. Es folgte 1928 – mit Crompton als Trainer – der Sieg im FA Cup, der jedoch den letzten großen Trophäengewinn für die nächsten 67 Jahre darstellen sollte.

### Zur Mitte des 20. Jahrhunderts
Dem wirtschaftlichen Niedergang der Stadt folgend, der sich vor Beginn des Zweiten Weltkriegs in Schließung von Fabrikanlagen und Stilllegungen von Kohlegruben äußerte, begründete auch der erstmalige Abstieg der Rovers im Jahre 1936 aus der obersten englischen Spielklasse das vorläufige Ende der Zugehörigkeit zum heimischen Spitzenfußball. Während der nächsten 35 Jahre pendelte der Verein stetig zwischen den beiden obersten Ligen, wobei den erneuten Wiederaufstiegen der Jahre 1939 und 1958 der jeweilig Gang in die Zweitklassigkeit nach den Spielzeiten 1947/48 und 1965/66 entgegenstand.
Während dieser Zeit war der Klub nur selten knapp vor dem Gewinn eines weiteren Titels. Der Höhepunkt war lediglich 1960 das Erreichen des FA-Cup-Endspiels, das die Rovers gegen die Wolverhampton Wanderers mit 0:3 verloren, wobei die Mannschaft – nach einem Beinbruch von David Whelan – nahezu während der gesamten Partie mit zehn Spielern auskommen musste (Auswechselungen waren nach den damals gültigen Regeln noch nicht erlaubt). Obwohl die Rovers in den 1960er-Jahren wieder einige Nationalspieler in ihren Reihen besaßen, stieg der Klub im Jahre 1966 erneut ab und sollte in der Folgezeit 26 Jahre der obersten Spielklasse fernbleiben.

### Die 1970er- und 1980er-Jahre: Die Probleme vergrößern sich
Der erstmalige Abstieg in die Drittklassigkeit nach der Saison 1970/71 leitete die weitere Stufe auf dem sportlichen Weg nach unten ein. Obwohl der Klub im Jahre 1975 mit dem Meistertitel der Third Division in die zweithöchste Spielklasse zurückkehren konnte, sollte sich die englische Eliteliga stets deutlich außer Reichweite befinden. Es folgte 1979 gar der erneute Gang in die Third Division, dem sich jedoch der direkte Wiederaufstieg als Vizemeister anschloss.
Erst im Jahre 1989 entwickelten sich die Rovers nach vielen Jahren der Durststrecke wieder zu einem ernsthaften Aufstiegskandidaten in die First Division und erreichten das Play-off-Endspiel, das in diesem Jahre letztmals in Hin- und Rückspiel ausgetragen wurde. Die Rovers unterlagen in dieser Begegnung Crystal Palace. Nur ein Jahr später konnte sich der Klub erneut für die Ausscheidungsspiele qualifizieren, verlor dort aber bereits im Halbfinale. Weitaus richtungsweisender sollte dann aber die Übernahme des Vereins in der sich daran anschließenden Saison durch den heimischen Stahlwerkbesitzer und Rovers-Anhänger Jack Walker sein.

### Die 1990er-Jahre: „Jack-Walker-Revolution“

#### Zurück in den englischen Spitzenfußball (1991–1994)
Auch unter der Führung von Walker konnte zunächst ein enttäuschender 19. Tabellenplatz zum Abschluss der Saison 1990/91 nicht verhindert werden, aber die zahlreichen Millioneninvestitionen, die der neue Eigentümer nun in neue Spieler tätigte, begannen damit, einen stetigen sportlichen Höhenflug einzuleiten. Die Rovers begannen die Saison 1991/92 zunächst noch mit Trainer Don Mackay, der dann aber frühzeitig durch Kenny Dalglish ersetzt wurde. Dalglish hatte einige Monate zuvor sein Amt als sportlicher Leiter des FC Liverpool niedergelegt und damit eine sechsjährige Erfolgszeit mit fünf bedeutenden Titeln beendet. Noch während der laufenden Spielzeit verstärke Dalglish den Mannschaftskader der Rovers durch einige neue Spieler und erreichte das Play-off-Endspiel. Dort bezwang der Klub Leicester City nach einem Elfmetertor von Mike Newell mit 1:0. Newell – pikanterweise zuvor als Stürmer bei Leicester City aktiv – war dabei fast während der gesamten Saison aufgrund eines Beinbruchs ausgefallen und konnte durch dieses wichtige Tor die 26-jährige Abwesenheit der Rovers von der obersten Spielklasse beenden. Zudem sicherte sich der Verein damit seinen Platz als Gründungsmitglied der neu geschaffenen Premier League.
In einer sehr öffentlichkeitswirksamen Aktion zahlte der Verein im Sommer 1992 die damalige Rekordablösesumme von 3,5 Millionen Pfund für den 22-jährigen Mittelstürmer des FC Southampton und der englischen Nationalmannschaft Alan Shearer. Weitere spektakuläre Neuverpflichtungen während der Saison 1992/93 stellten der Abwehrspieler Graeme Le Saux vom FC Chelsea, der Flügelspieler Stuart Ripley von Coventry City und der Stürmer Kevin Gallacher von Coventry City dar. Die so aufgerüstete Mannschaft spielte auf Anhieb um die englische Meisterschaft mit, stürzte dann aber am Ende noch auf den vierten Platz ab, der nicht einmal für die Qualifikation zum UEFA-Pokal reichte. Die erfolgreiche Rückkehr in den englischen Spitzenfußball sollte weiter ausgebaut werden und zu diesem Zweck wurden mit dem Torhüter Tim Flowers und dem Mittelfeldspieler David Batty zwei neue Schlüsselspieler eingekauft. Am Ende der Saison 1993/94 gewannen die Rovers schließlich die Vizemeisterschaft hinter dem Erzrivalen Manchester United. Einige Wochen später durchbrach der Klub ein weiteres Mal die Rekordablösesumme und verpflichtete dabei für fünf Millionen Pfund von Norwich City den 21-jährigen Chris Sutton. Seine Sturmpartnerschaft mit Shearer sollte fortan als „SAS“ („Sutton and Shearer“) große Bekanntheit in den heimischen Medien feiern, wobei der Begriff SAS als Abkürzung für Special Air Service Bezug auf eine Spezialeinheit der Royal Air Force nimmt.

#### Die Meisterschaft in der Saison 1994/95
Die Spielzeit 1994/95 begann mit einigen Enttäuschungen, als die Rovers frühzeitig aus dem UEFA-Pokal, dem FA Cup und dem Ligapokal ausschieden. Dadurch konnte sich die Mannschaft aber ausschließlich auf die Meisterschaftsspiele konzentrieren, konkurrierte dabei mit Manchester um den Titel und führte nahezu während der gesamten Saison die Tabelle an. Am letzten Spieltag verloren die Rovers mit 1:2 beim FC Liverpool und die Meisterschaftsambitionen schienen dadurch bereits beendet zu sein, bis die Nachricht eintraf, dass Manchester United mit einem 1:1 bei West Ham United nicht den benötigten Sieg erzielen konnte und damit dem Konkurrenten zum ersten Meistertitel seit 1914 verhalf. Jack Walker hatte somit in der Zeitspanne von nur fünf Jahren seit seiner Vereinsübernahme die Rovers von einem Zweitliga-Abstiegskandidaten zur Meisterschaft in der Premier League geführt.

#### Die „Ray-Harford-Ära“ (1995–1997)
Im Anschluss an die Meistersaison wechselte Dalglish innerhalb des Vereins auf einen Funktionärsposten und übergab die Trainergeschäfte seinem Assistenten Ray Harford.
Das Ziel der Titelverteidigung geriet in der Saison 1995/96 schnell aus dem Blickfeld, als sich die Rovers in der Hinrunde zumeist in der unteren Tabellenhälfte wiederfanden. Auch in der Champions League, für die man sich erstmals qualifiziert hatte, konnte die Mannschaft nicht überzeugen und schied mit nur vier Punkten als Tabellenletzter in der Gruppenphase frühzeitig aus dem Wettbewerb aus. In der insgesamt enttäuschend verlaufenden Spielzeit waren lediglich ein 7:0-Sieg am Tag der Neueröffnung des frisch renovierten Ewood Parks gegen Nottingham Forest und das 4:1 gegen Rosenborg Trondheim – dabei gelangen Mike Newell innerhalb von nur neun Minuten drei Treffer – die wenigen Höhepunkte zu diesem Zeitpunkt. Im weiteren Verlauf verbesserte sich der Klub kontinuierlich und schloss am Ende auf dem siebten Tabellenplatz ab, womit jedoch ein Startplatz für den UEFA-Pokal verpasst wurde. Maßgeblich verantwortlich für die Aufwärtsentwicklung zum siebten Platz war erneut Alan Shearer, der damit in drei aufeinander folgenden Spielzeiten jeweils mehr als 30 Tore geschossen hatte. Für die erneute Rekordsumme von 15 Millionen Pfund wechselte dieser dann im Sommer 1996 zu seinem Heimatverein Newcastle United und die Rovers sollten für diesen Abgang in der Folgezeit keinen adäquaten Ersatz finden.
Nach einem sehr enttäuschenden Start in die Saison 1996/97 trat Harford Ende Oktober zurück, als der Verein Tabellenschlusslicht war und noch keines der anfänglichen zehn Spielen hatte gewinnen können. Nur zwei Jahre nach der Meisterschaft schien plötzlich selbst der Abstieg wieder ein realistisches Szenario darzustellen. Mit dem neuen Interimstrainer Tony Parkes jedoch fand die Mannschaft wieder zu einer besseren Form zurück und sicherte sich schließlich mit dem 13. Platz sicher den Klassenerhalt.
Am 16. Dezember 1996 hatte die Vereinsführung zuvor während einer Pressekonferenz bekannt gegeben, dass Sven-Göran Eriksson einen „bedingungslosen Vertrag“ mit den Rovers unterzeichnet hatte, der die Übernahme der Trainergeschäfte nach Ablauf der Saison – und seiner dann endenden Beschäftigung beim italienischen Verein Sampdoria Genua – am 1. Juli 1997 vorsah. Eriksson selbst hatte zudem bereits den Ewood Park besucht, die Mannschaft bei den Spielen beobachten lassen und erklärt, dass er sich als „zufrieden und geehrt betrachtet, zu den Blackburn Rovers im nächsten Juli zu kommen“. Mit der Verpflichtung dieses weltweit renommierten Trainers, der zuvor den UEFA-Pokal, die portugiesische Meisterschaft und den italienischen Pokal gewonnen hatte, erhoffte sich die Führung der Rovers, einen Coup gelandet zu haben, um sich so neben weiterhin einstellenden nationalen Erfolgen auch auf der europäischen Bühne dauerhaft etablieren zu können. Im Erfolgsfall sollte der Ewood Park, und dabei im Speziellen die Tribüne „Walkersteel Stand“, weiter modernisiert werden. Der Wechsel von Eriksson scheiterte letztlich daran, dass der Schwede weiter in Italien leben wollte, um nach der Scheidung mehr Zeit mit seinen Kindern zu verbringen. Anstelle der Blackburn Rovers wechselte er dann 1997 zu Lazio Rom, mit dem er später die italienische Meisterschaft und den Europapokal der Pokalsieger gewinnen sollte.

#### Sportlicher Absturz (1997–1999)
Statt Eriksson wurde Roy Hodgson im Sommer 1997 zu Blackburns neuem Trainer ernannt. Die Maßnahme sollte sich auch zunächst als erfolgreich erweisen, als Hodgson nach dem Ende seiner ersten Trainersaison die Qualifikation für den UEFA-Pokal erreichte. Aber bereits im Dezember 1998 befanden sich die Rovers wieder in der unteren Tabellenhälfte der Premier League, was Hodgsons Entlassung zur Folge hatte. Mit Brian Kidd wurde anschließend der zuvor sehr erfolgreiche Co-Trainer von Manchester United verpflichtet, der aber eine Trendwende nicht mehr umsetzen konnte. Am vorletzten Spieltag verabschiedete sich Blackburn mit einem 0:0 gegen Manchester United aus der höchsten englischen Spielklasse und ermöglichte zugleich dem Gegner einen Schritt zum Triple. Die Blackburn Rovers waren damit der erste ehemalige Premier-League-Meister, der absteigen musste.

### Der Weg ins neue Jahrtausend

#### Zwei Jahre in der Zweitklassigkeit
Obwohl als Aufstiegsfavorit gestartet, gestaltete sich die Spielzeit 1999/2000 in der Zweitklassigkeit für die Rovers schwer. Kidd wurde bereits im Oktober 1999 entlassen, als sich der Verein nur knapp oberhalb der Abstiegszone aufhielt. Tony Parkes übernahm das Amt als Co-Trainer erneut und behielt diesen Interimsposten bis zur Verpflichtung von Graeme Souness im März 2000. Kurz nach Beginn der Saison 2000/01 verstarb Jack Walker und der Verein widmete dem ehemaligen Großförderer in der Folgezeit seinen Aufstiegskampf. Als Vizemeister hinter dem FC Fulham gelang die Rückkehr in die Premier League schließlich am Ende der Spielzeit.

#### Pokalerfolg und der Weg zurück nach Europa
Die Rovers konnten auf Anhieb in der Saison 2001/02 den zehnten Platz erreichen. Weitaus bedeutender war jedoch der erstmalige Gewinn des Ligapokals nach einem 2:1-Finalsieg gegen Tottenham Hotspur im Millennium Stadium in Cardiff. Die Mannschaft entwickelte sich unter der Führung von Souness weiter positiv und schloss die Spielzeit 2002/03 auf dem sechsten Tabellenrang ab, wobei man diesen Qualifikationsplatz für den UEFA-Pokal – der damit zum zweiten Male in Folge erreicht wurde – erst am letzten Spieltag sicherstellte.

#### Ein weiterer Rückschritt
Der gute Trend hielt im weiteren Verlauf nicht mehr an und die Blackburn Rovers beendeten die Saison 2003/04 auf einen enttäuschenden 15. Platz. Souness verließ den Klub kurz nach Beginn der anschließenden Spielzeit, um das Traineramt bei Newcastle United zu übernehmen. Als Nachfolger verpflichtete die Vereinsführung mit Mark Hughes einen ehemaligen walisischen Nationalspieler und Schlüsselspieler des Klubs beim Ligapokalgewinn und Aufstieg in den Jahren zuvor. Unter Hughes konnten die Rovers als Fünfzehntplatzierter den Klassenerhalt in der Saison 2004/05 sicherstellen und die Mannschaft zog zudem ins Halbfinale des FA Cups gegen den FC Arsenal ein. Für die Folgesaison wurde der Kader aufgerüstet, wobei die spektakulärste Verpflichtung der auch bei anderen Vereinen begehrte walisische Nationalspieler Craig Bellamy von Newcastle United darstellte, für den die Rovers eine Ablösesumme von 4,5 Millionen Pfund bezahlten.

#### Erneute UEFA-Pokal-Teilnahme
Ein 1:0-Erfolg gegen den Meister FC Chelsea bedeutete zum Ende der Saison 2005/06 durch den somit erreichten sechsten Platz die erneute Qualifikation für den UEFA-Pokal – die nunmehr dritte in fünf Jahren und die insgesamt sechste europäische Teilnahme seit 1994. In der UEFA-Pokalrunde der Saison 2006/07 gewann der Verein nach einem Erfolg gegen den FC Red Bull Salzburg in der ersten Hauptrunde schließlich die Gruppe E gegen Wisła Krakau, den FC Basel, Feyenoord Rotterdam und AS Nancy. Im Februar 2007 stand der Klub in der Runde der letzten 32 Mannschaften dem deutschen Vertreter Bayer 04 Leverkusen gegenüber. Das Hinspiel in Leverkusen am 14. Februar ging mit 2:3 verloren. Beim Rückspiel trennten sich beide Teams 0:0, Leverkusen war damit eine Runde weiter und die Rovers ausgeschieden.
Im FA Cup zog der Verein in der Saison 2006/07 nach Siegen unter anderem gegen den FC Everton, den FC Arsenal und Manchester City bis ins Halbfinale vor, wo er nach einem Treffer von Michael Ballack in der Nachspielzeit knapp dem FC Chelsea mit 1:2 unterlag. In der Meisterschaft belegte die Mannschaft den zehnten Platz und qualifizierte sich damit für den UI-Cup. Dort besiegten die Rovers den litauischen Vertreter FK Vėtra, verloren später jedoch bereits in der dritten UEFA-Pokal-Qualifikationsrunde gegen AE Larisa aus Griechenland.
Zu Beginn der Spielzeit 2007/08 investierte der Klub in drei neue Spieler, wobei neben Maceo Rigters und dem jungen Torhüter Gunnar Nielsen vor allem der paraguayische Nationalspieler Roque Santa Cruz seinen Durchbruch feiern konnte und letztlich 19 Premier-League-Tore schoss. In der ersten Runde des UEFA-Pokals scheiterte man am griechischen Vertreter AE Larisa. Eine weitere Qualifikation für einen europäischen Wettbewerb erschien lange möglich, bis letztlich die 1:4-Niederlage bei Absteiger Birmingham City dazu führte, dass nicht einmal die neuerliche UI-Cup-Qualifikation gelang.
Zur Saison 2008/09 übernahm Paul Ince das Traineramt in Blackburn. Die Rovers erteilten ihm die Erlaubnis, die Mannschaft trotz mangelnder Trainerlizenz zu übernehmen. Auflage: Ince muss die Ausbildung in spätestens zwei Jahren absolviert haben. Damit war die letzte Hürde bei der Verpflichtung des ehemaligen Kapitäns der englischen Nationalmannschaft aus dem Weg geräumt. Ince wird die Nachfolge von Mark Hughes, einem alten Weggefährten aus der Zeit bei Manchester United, antreten. Dieser hatte den Ewood Park Anfang Juni verlassen, um den nach der Entlassung von Sven-Göran Eriksson frei gewordenen Trainerposten bei Manchester City zu übernehmen. Bereits Mitte Dezember wurde Ince entlassen, nachdem Blackburn auf den vorletzten Tabellenplatz abgerutscht war. Nachfolger wurde Sam Allardyce.

#### Abstieg aus der Premier League
Am 7. Mai 2012 stand nach einer Heimniederlage gegen Wigan Athletic am vorletzten Spieltag der Abstieg aus der Premier League nach 11 Jahren Erstligazugehörigkeit fest. In der zweitklassigen League Championship erreichte man in der Saison 2012/13 nur einen enttäuschenden 17. Rang. In der Saison 2016/17 stieg man aufgrund des schlechteren Torverhältnisses gegenüber Nottingham Forest in die drittklassige EFL League One ab. 2017/18 schaffte man den direkten Wiederaufstieg.

## Stadien
| Datum      | Stadion                    |
| ---------- | -------------------------- |
| 1876–1877  | Oozehead Ground            |
| 1877–1878  | Pleasington Cricket Ground |
| 1878–1881  | Alexandra Meadows          |
| 1881–1890  | Leamington Road            |
| 1890–heute | Ewood Park                 |

## Erfolge
- Englische Fußballmeisterschaft
  - Sieger: 1912, 1914, 1995
  - Vize-Meister: 1994
- Second Division
  - Meister: 1939
  - Vize-Meister: 1958, 2001
- Third Division
  - Meister: 1975
- FA Cup
  - Sieger: 1884, 1885, 1886, 1890, 1891, 1928
  - Finalist: 1882, 1960
- League Cup
  - Sieger: 2002
- Community Shield
  - Sieger: 1912
  - Finalist: 1928, 1994, 1995

## Kader der Saison 2024/25
Stand: 16. September 2024
| Nr. |            | Position | Name                |
| --- | ---------- | -------- | ------------------- |
| 1   | England    | TW       | Aynsley Pears       |
| 2   | England    | AB       | Callum Brittain     |
| 3   | England    | AB       | Harry Pickering     |
| 4   | England    | AB       | Kyle McFadzean      |
| 5   | Schottland | MF       | Dominic Hyam        |
| 6   | Norwegen   | MF       | Sondre Tronstad     |
| 7   | Island     | MF       | Arnór Sigurðsson    |
| 8   | England    | MF       | Todd Cantwell       |
| 9   | Senegal    | ST       | Makhtar Gueye       |
| 10  | England    | MF       | Tyrhys Dolan        |
| 11  | England    | MF       | Joe Rankin-Costello |
| 12  | Ungarn     | TW       | Balázs Tóth         |
| 13  | England    | TW       | Joe Hilton          |
| 14  | Osterreich | MF       | Andreas Weimann     |
| 15  | England    | AB       | Danny Batth         |
| 16  | England    | AB       | Scott Wharton       |
| 17  | England    | AB       | Hayden Carter       |

| Nr. |         | Position | Name                  |
| --- | ------- | -------- | --------------------- |
| 18  | England | ST       | Dilan Markanday       |
| 19  | Wales   | MF       | Ryan Hedges           |
| 20  | England | ST       | Harry Leonard         |
| 21  | England | MF       | John Buckley fff      |
| 22  | Irland  | MF       | Zak Gilsenan          |
| 23  | Japan   | ST       | Yuki Ohashi           |
| 24  | Wales   | AB       | Owen Beck             |
| 25  | England | AB       | Jake Batty            |
| 26  | Irland  | AB       | Connor O’Riordan      |
| 27  | England | MF       | Lewis Travis          |
| 29  | Wales   | ST       | Jack Vale             |
| 30  | England | MF       | Jake Garrett          |
| 33  | England | MF       | Amario Cozier-Duberry |
| 34  | England | TW       | Jack Barrett          |
| 35  | England | TW       | Jordan Eastham        |
| 42  | England | MF       | Lewis Baker           |

## Trainer
- Thomas Mitchell (1887–1896)
- Joseph Warmsley (1896–1903)
- Robert Middleton (1903–1925)
- Jack Carr (1925–1926)
- Bob Crompton (1926–1930)
- Arthur Barritt (1931–1936)
- Reg Taylor (1936–1938)
- Bob Crompton (1938–1941)
- Eddie Hapgood (1944–1947)
- Will Scott (1947)
- Jack Bruton (1947–1949)
- Jackie Bestall (1949–1953)
- Johnny Carey (1953–1958)
- Dally Duncan (1958–1960)
- Jack Marshall (1960–1967)
- Eddie Quigley (1967–1970)
- Johnny Carey (1970–1971)
- Ken Furphy (1971–1973)
- Gordon Lee (1974–1975)
- Jim Smith (1975–1978)
- Jim Iley (1978)
- John Pickering (1978–1979)
- Howard Kendall (Spielertrainer) (1979–1981)
- Bobby Saxton (1981–1986)
- Don Mackay (1987–1991)
- Kenny Dalglish (1991–1995)
- Ray Harford (1995–1997)
- Roy Hodgson (1997–1998)
- Brian Kidd (1998–1999)
- Tony Parkes (1999–2000)
- Graeme Souness (2000–2004)
- Mark Hughes (2004–2008)
- Paul Ince (2008)
- Sam Allardyce (2008–2010)
- Steve Kean (2010–2012)
- Henning Berg (2012)
- Michael Appleton (2013)
- Gary Bowyer (2013–2015)
- Paul Lambert (2015–2016)
- Owen Coyle (2016–2017)
- Tony Mowbray (2017–2022)
- Jon Dahl Tomasson (2022–2024)
- John Eustace (2024–2025)
- Valérien Ismaël (seit 2025)

## Ehemalige Spieler
(Stand: Ende der Saison 2019/20)
Die folgende Aufstellung zeigt jeweils die zehn Spieler mit den meisten Pflichtspieleinsätzen und -toren in der Geschichte der Blackburn Rovers. Als relevante Pflichtspiele gelten Auftritte im englischen Ligabetrieb, FA Cup, Ligapokal, Europapokal, Full Members Cup, FA Community Shield und in Play-off-Spielen.
| Einsätze | Einsätze          | Einsätze  | Einsätze |
| -------- | ----------------- | --------- | -------- |
| 1        | Derek Fazackerley | 1969–1987 | 674      |
| 2        | Ronnie Clayton    | 1949–1969 | 665      |
| 3        | Bob Crompton      | 1896–1920 | 576      |
| 4        | Simon Garner      | 1976–1992 | 565      |
| 5        | Bryan Douglas     | 1952–1969 | 503      |
| 6        | Stuart Metcalfe   | 1966–1983 | 434      |
| 7        | Bill Eckersley    | 1947–1961 | 432      |
| 8        | Billy Bradshaw    | 1903–1920 | 426      |
| 9        | Glenn Keeley      | 1976–1987 | 418      |
| 10       | Colin Hendry      | 1987–1998 | 408      |

| Tore | Tore            | Tore      | Tore |
| ---- | --------------- | --------- | ---- |
| 1    | Simon Garner    | 1976–1992 | 192  |
| 2    | Tommy Briggs    | 1952–1958 | 143  |
| 3    | Alan Shearer    | 1992–1996 | 130  |
| 4    | Ted Harper      | 1923–1935 | 122  |
| 5    | Jack Southworth | 1887–1892 | 121  |
| 6    | Bryan Douglas   | 1952–1969 | 115  |
| =    | Jack Bruton     | 1929–1943 | =    |
| 8    | Eddie Latheron  | 1906–1917 | 104  |
| =    | Peter Dobing    | 1955–1961 | =    |
| 10   | Andy McEvoy     | 1956–1967 | 103  |